# Nicolas de La Case

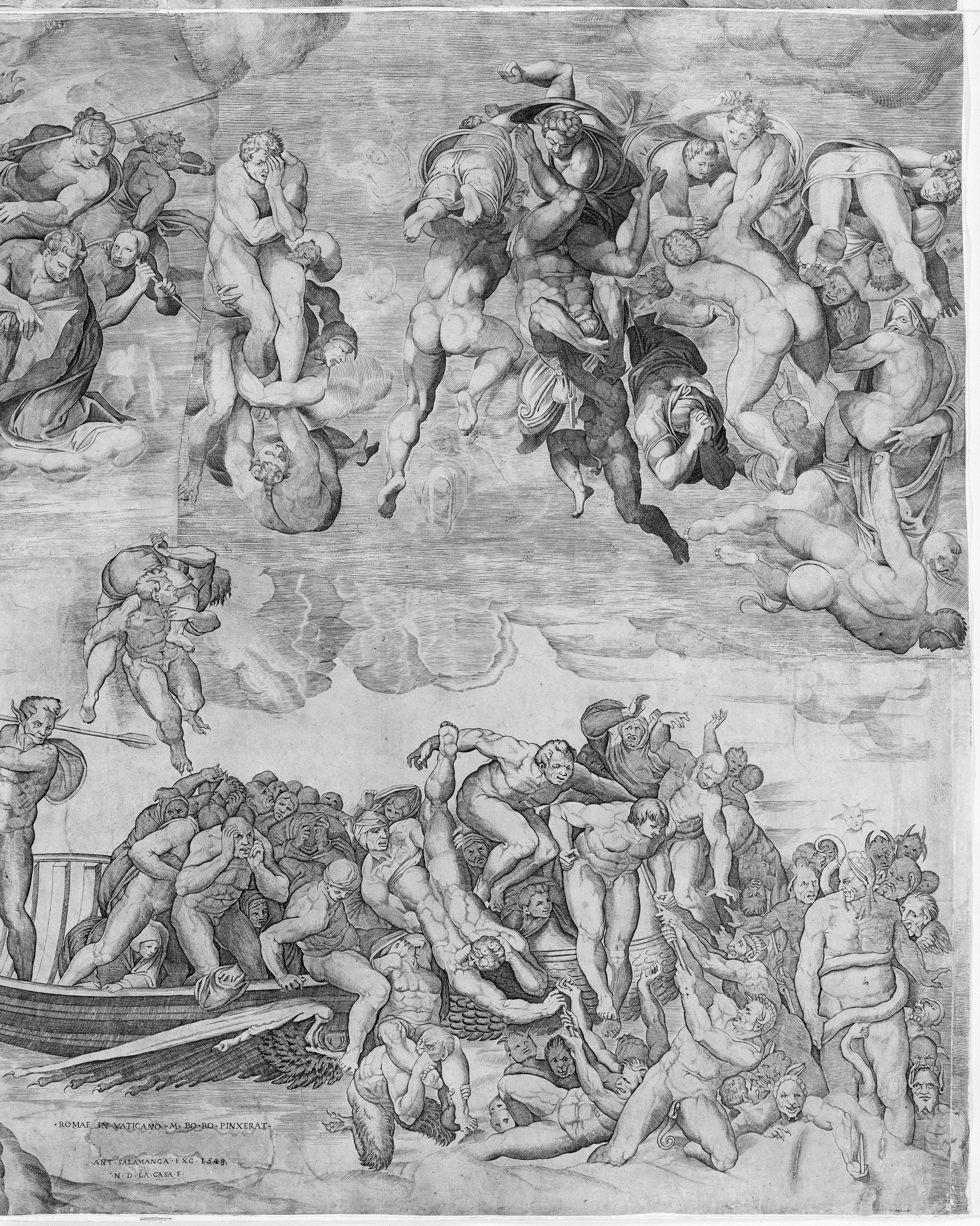
Œuvre de Nicolas de la Case

Nicolas de La Case est un graveur lorrain du XVIe siècle, contemporain de Nicolas Béatrizet. Il faisait suivre sa signature de l'épithète Lotharingus.

## Œuvres
- Grande gravure représentant en onze morceaux le Jugement dernier d'après Michel-Ange (1543-1545).
- Portrait du sculpteur Baccio Bandinelli.
- Portrait de l'empereur Charles Quint.
- Portrait d'Henri II (1547).
- Portrait de Côme de Médicis (1544).

## Sources et références
- Jacques Choux, « Nicolas de La Case graveur lorrain du XVIe siècle », Le Pays lorrain, n° 4, 1975, pp. 175-180
- Robert-Dusmesnil, Le peintre-graveur français, IX, p. 180